# احمد محمدی‌زاده
احمد محمدی‌زاده (زادهٔ ۱۳۴۰ در گناوه) نظامی و سیاستمدار ایرانی است که در دولت سیزدهم از سال ۱۴۰۰ تا ۱۴۰۳ به‌عنوان استاندار بوشهر فعالیت می‌کرد. وی در خلال جنگ ایران و عراق از اعضای سپاه پاسداران بود و پیش‌تر فرماندهی منطقه دوم دریایی نوح نبی ندسا و دانشگاه فرماندهی و ستاد سپاه پاسداران را برعهده داشت.

## سوابق
سمت پیشین وی رئیس گروه مدیریت و فرماندهی مرکز راهبردی سپاه پاسداران بوده و پیش از آن فرمانده منطقه دوم نیروی دریایی سپاه پاسداران انقلاب اسلامی بوشهر، معاون هماهنگ‌کننده نیروی دریایی سپاه پاسداران، جانشین فرماندهی دانشگاه امام حسین سپاه پاسداران، فرمانده دانشگاه فرماندهی و ستاد سپاه پاسداران و دستیار و مشاور عالی وزیر نفت در دولت دهم (رستم قاسمی) را در کارنامه خود دارد.